# Mali Vrh (gmina Brežice)
Mali Vrh – wieś w Słowenii, w gminie Brežice. W 2018 roku liczyła 266 mieszkańców.